# Deza
Deza és un municipi espanyol ubicat a la província de Sòria, dins la comunitat autònoma de Castella i Lleó. Limita al nord amb Miñana i La Alameda, al sud amb Cihuela, a l'est amb Torrijo de la Cañada i Bijuesca, i a l'oest amb Bordalba i Torlengua.